# Afzettingen van Bilzen
De afzettingen van Bilzen, in België de Formatie van Bilzen (afkorting: Bi) genoemd, in Nederland het Laagpakket van Bilzen (afkorting: RUBI), vormen een gesteentelaag in de ondergrond van delen van Nederland en het noordoosten van België. De afzettingen van Bilzen zijn mariene zanden en kleien uit het Rupelien (Vroeg-Oligoceen, rond 30 miljoen jaar oud). Ze zijn genoemd naar Bilzen in Belgisch Limburg.
De eenheid bestaat van basis tot top uit een laag vuursteen- en glauconiethoudend fijn zand (het Zand van Berg); daarbovenop een laag fossielrijke en septariahoudende klei met horizontale bedding (de Klei van Kleine-Spouwen); en ten slotte een laag wit zand met kleilaagjes (in België het Zand van Kerniel genoemd, in Nederland het Laagpakket van Waterval).
De afzettingen van Bilzen vormen samen met de afzettingen van Eigenbilzen en de Boomse Klei de afzettingen van Rupel. Deze worden in België gezien als een groep (de Rupel Groep) en in Nederland als een formatie (Formatie van Rupel). De afzettingen van Bilzen bevinden zich onder, of soms vertand met de Klei van Boom. Wanneer ze voorkomen vormen ze het onderste gedeelte van de afzettingen van Rupel, en liggen daarmee boven op de oudere afzettingen van Tongeren (in België zijn dat de formaties van Borgloon of Sint Huibrechts-Hern).